# Caroline Bugatti
Caroline Bugatti, née en 1969, est une professionnelle française de l'automobile, directrice d'exploitation du circuit de l'Anneau du Rhin en Alsace. Petite-fille d'Ettore Bugatti, fondateur de la marque automobile éponyme, elle incarne aujourd'hui l'une des rares descendantes actives dans le monde des sports mécaniques.

## Biographie
Caroline Bugatti, née en avril 1969, est la petite-fille d’Ettore Bugatti, fondateur des célèbres automobiles Bugatti, symboles de luxe et de performance. Elle est la fille de Michel Bugatti, issu du second mariage d’Ettore Bugatti,.
Née à Saint-Malo (Ille-et-Vilaine), elle grandit loin de l’Alsace, région historique de la marque Bugatti. Son père Michel, né peu avant le décès d’Ettore Bugatti en 1947, n’a jamais travaillé dans le cadre familial ni eu de lien direct avec l’usine historique de Molsheim.
Caroline Bugatti découvre progressivement l’histoire de sa famille en accompagnant ses parents à des rassemblements de passionnés de Bugatti, notamment en Alsace. Adolescente, elle rencontre d’anciens ouvriers de l’usine de Molsheim ayant travaillé pour son grand-père.
Passionnée de chevaux, Caroline Bugatti commence sa carrière en suivant une formation d’assistante dentaire, afin de financer l’entretien de son cheval. Sa vie prend un tournant lorsqu’elle rencontre François Rinaldi, lors d’un rassemblement Bugatti. Elle s’installe alors en Alsace pour l’accompagner dans la création d’un circuit automobile, l’Anneau du Rhin, situé à Biltzheim. En février 25, elle fait une course insolite entre une Bugatti et un cheval.
Depuis près de vingt ans, Caroline Bugatti y travaille et en occupe aujourd’hui le poste de directrice d’exploitation. Elle participe activement à l’organisation des événements et à la gestion des activités du circuit. Elle se distingue par sa polyvalence, ayant occupé tous les postes de l’équipe au fil des années, une démarche qu’elle revendique comme fidèle à l’esprit de son grand-père, Ettore Bugatti.

## Engagements et événements
Caroline Bugatti est marraine de l’événement « Exporal : le rêve automobile », qui se tient à Altkirch le 25 septembre 2016. Elle prépare également sa participation au Rallye Aïcha des Gazelles, qui se déroule au Maroc en mars 2017.
Elle participe à des événements prestigieux tels que des concours d’élégance, où elle a notamment conduit une Bugatti Royale sur les Champs-Élysées à Paris.

## Lien avec la marque Bugatti

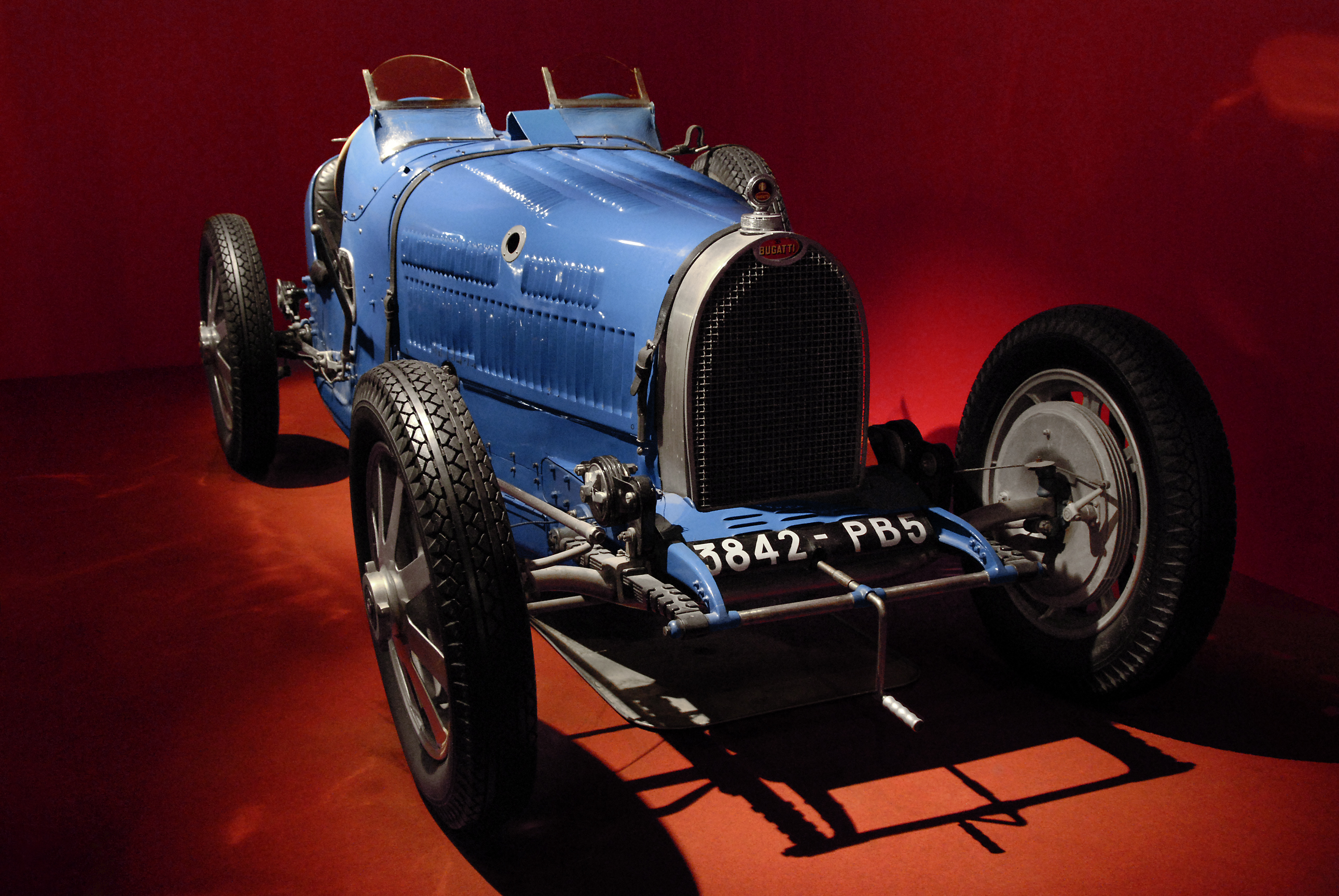
Bugatti Type 35 Musée Schlumpf

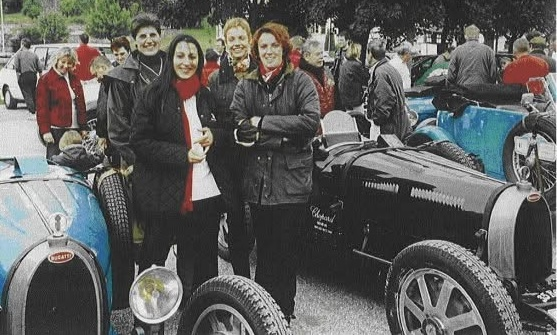
Caroline Bugatti au Festival Bugatti le 15 septembre 2001.

Bien qu’elle n’ait pas grandi dans l’univers Bugatti, Caroline Bugatti incarne aujourd’hui l’héritage vivant de la marque à travers sa présence dans des clubs, rallyes internationaux et événements automobiles,. Elle conserve des liens forts avec la Cité de l’automobile à Mulhouse, où est exposée la plus grande collection de Bugatti au monde, réunie par les frères Schlumpf.
Caroline a assisté au Festival Bugatti de Molsheim en 2001, première édition organisée au château de Molsheim depuis le rachat de la marque par Volkswagen. Cet événement marquait également la présentation du premier prototype de la Bugatti Veyron, dévoilé pour la première fois au public. Le festival, qui se tient chaque année autour du 15 septembre, date de naissance d’Ettore Bugatti, célèbre l’héritage et les réalisations de la marque. 
Parmi les modèles de la marque, elle cite une préférence pour le roadster Type 55 ans lequel elle a roulé aux côtés de son père alors âgée de 20 ans. Elle roule régulièrement dans une Bugatti Type 43, un privilège qu’elle considère déjà exceptionnel.

## Vie privée
Elle est mère de deux filles âgées de 3 et 4 ans en 2016, et partage sa passion pour l’automobile avec ses enfants. 